# Косуке Хагино
Косуке Хагино (Точиги, Јапан, 15. августа 1994) је јапански пливач и освајач медаља на олимпијским играма и светским првествима. Међународни деби је имао на олимпијским играма у Лондону 2012-е године. Тада је освојио бронзану медаљу у дисциплини 400 метара мешовито, а у току такмичења је два пута срушио рекорд Азије у тој дисциплини. Прво је у квалификацијама ту деоницу отпливао у времену 4:10.01, а у финалу је отпливао у времену 4:08.94 што му је донело бронзану медаљу. 

## Лични рекорди
- базен 50 м

| Дисциплина     | Резултат | Место  | Датум               | Белешка |
| 100 м слободно | 48.75    | Јапан  |                     |         |
| 200 м слободно | 1:45.23  | Инчеон | 21. септембар 2014. | НР      |
| 400 м слободно | 3:43.90  | Јапан  | 12. април 2014.     | НР      |
| 100 м леђно    | 53.08    | Јапан  | 11. април 2014.     |         |
| 200 м леђно    | 1:54.77  | Јапан  | 25. јануар 2014.    |         |
| 200 м мешовито | 1:55.33  | Јапан  | 6. септембар 2014.  | АР      |
| 400 м мешовито | 4:07.61  | Јапан  | 11. април 2013.     | АР      |